# Lou Adler
Lou Adler (13 de diciembre de 1933) es un productor discográfico, mánager, compositor, director y productor cinematográfico estadounidense. Ganador de un Premio Grammy, es además copropietario de famoso Roxy Theatre en West Hollywood, California.
Adler ha producido a artistas como Carole King, The Mamas & the Papas o The Grass Roots. Por la producción del álbum Tapestry, de Carole King, Adler consiguió en 1972 ganar un Premio Grammy al mejor álbum del año.
Adler fue el productor ejecutivo de la película musical The Rocky Horror Picture Show así como el descubridor y productor del dúo cómico Cheech & Chong.
En 2006, Adler fue galardonado con una estrella en el Paseo de la fama de Hollywood por sus aportaciones a la industria musical. En 2013 fue incluido en el Salón de la Fama del Rock and Roll, y recibió, junto a Quincy Jones, el premio Ahmet Ertegun.

## Trayectoria profesional

### Carrera musical
Adler nació en el seno de una familia judía en Chicago, Illinois en 1933 y creció en Boyle Heights, un área residencial de  Los Angeles, California. Su carrera en el mundo de la música comienza como mánager, junto a su socio  Herb Alpert, del dúo Jan & Dean. Adler y Alpert pasaron de mánager a compositores, escribiendo el tema «River Rock» en 1958 para Bob «Froggy» Landers and The Cough Drops, así como «Only Sixteen» y «Wonderful World» con Sam Cooke.
En 1964, Adler fundó el sello discográfico Dunhill Records, que presidió al mismo tiempo que ejercía como productor y director de grabaciones entre 1964 y 1967. Durante este tiempo, Adler contrató a The Mamas & the Papas para Dunhill, produciendo seis sencillos de éxito para la banda, incluidos «California Dreamin'» y «Monday, Monday». Dunhill también consiguió producir un número uno para Barry McGuire con el sencillo «Eve of Destruction». Junto al dúo de compositores y productores compuesto por P. F. Sloan y Steve Barri, es sello también produjo un top-ten para The Grass Roots con el sencillo «Let's Live for Today».
Capitalizando el éxito de Dunhill Records, Adler vendió el sello a ABC Records en 1967 y fundó una nueva compañía, Ode Records, para la que contrató a artistas como Carole King, Spirit, Cheech & Chong, Scott McKenzie entre otros. Adler produjo todos los álbumes que Carole King grabó en Ode, consiguiendo cuatro discos de oro, uno de platino y otro de diamante. El álbum Tapestry logró ventas superiores a los 25 millones de copias en todo el munto y es considerado como uno de los mejores álbumes de todos los tiempos. El trabajo de Adler en Tapestry fue reconocido con dos Premios Grammy en 1972: Mejor grabación del año y Álbum del año.
Además de producir trabajos para los artistas de su sello, Adler también produjo varios álbumes en directo de Johnny Rivers. En junio de 1967, Adler ayudó a llevar a cabo el  Monterey International Pop Festival, así como a producir la película documental dirigida por D.A. Pennebaker, Monterey Pop.

### Carrera cinematográfica

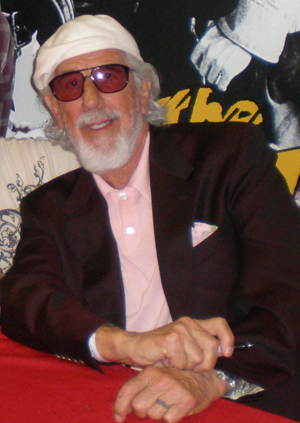
Adler en 2007

En 1975, Adler ejerció de productor ejecutivo en la película musical de culto The Rocky Horror Picture Show. Tras ver el musical  The Rocky Horror Show en un teatro de Londres, Adler adquirió los derechos de la obra para Estados Unidos, presentándola en Los Angeles y produciendo la versión cinematográfica de la mismo (añadiendo la palabra «Picture» al título). La película pasó a convertirse en la película musical de más larga duración en la historia.
En 1978, Adler dirigió la película Up In Smoke, protagonizada por Cheech & Chong. La película sigue considerándose una cinta de culto y en el año 2000, Adler grabó una versión con comentarios del director, junto a Cheech Marin para su lanzamiento en DVD. Su película de 1981, Ladies and Gentlemen, The Fabulous Stains, no tuvo un gran impacto cuando fue estrenada, sin embargo, con el tiempo tuvo un gran éxito en sus pases televisivos. También en 1981, Adler produjo la continuación de The Rocky Horror Picture Show, Shock Treatment.

## Vida personal
Adler se casó con la actriz y cantante Shelley Fabares en 1964 y produjo muchas de sus canciones. El matrimonio se separó en 1966 aunque no hicieron efectivo el divorcio hasta 1980. En 1973 fue padre de su primer hijo, Nic Adler, con la actriz sueca Britt Ekland. En 1978 tuvo su segundo hijo, Cisco Adler, con Phyllis Somer. Adler se casó con Page Hannah, hermana de la actriz Daryl Hannah, con la que tuvo cuatro hijos; Manny, Ike, Pablo, and Oscar.
A Adler se le suele ver a menudo sentado junto a Jack Nicholson en los partidos que Los Angeles Lakers disputan como locales. Es propietario del The Roxy Theatre junto a su hijo Nic, que dirige el histórico local de Sunset Strip en West Hollywood, California. Peter Fonda basó en Adler su personaje de Terry Valentine en la película The Limey de 1999.
En 1976, Adler y su asistente sufrieron un secuestro, siendo retenidos durante ocho horas y liberados tras pagar 25.000 dólares. Posteriormente tres personas fueron arrestadas y se consiguió recuperar 14.900 dólares del rescate. Los tres detenidos fueron condenados a penas de prisión, uno de ellos a cadena perpetua.

## Producción discográfica

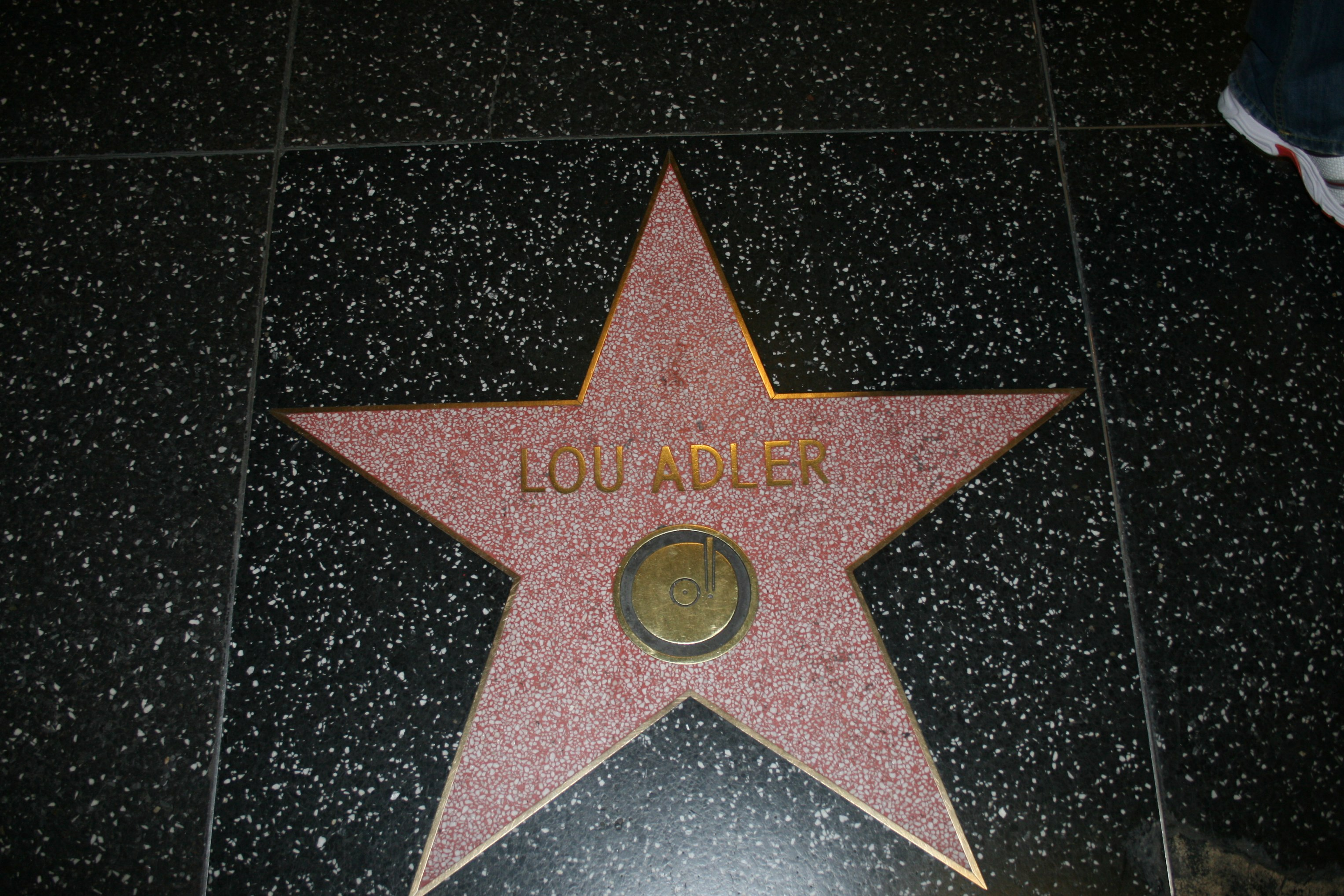
La estrella de Adler en el Paseo de la fama de Hollywood

Los siguientes álbumes fueron producidos por Lou Adler:
#
- 18 Essential Songs – Janis Joplin

A
- All the Leaves Are Brown – The Mamas & the Papas
- ...And I Know You Wanna Dance – Johnny Rivers
- At the Whisky à Go Go – Johnny Rivers

C
- The Carnegie Hall Concert: June 18, 1971 – Carole King
- Changes – Johnny Rivers
- Cheech and Chong – Cheech & Chong
- Clear – Spirit

D
- Deliver – The Mamas & the Papas
- Dream a Little Dream – Cass Elliot

E
- Eve of Destruction – Barry McGuire (produced with Sloan & Barri)

F
- The Family That Plays Together – Spirit
- Fantasy – Carole King

G
- Greatest Hits – The Mamas & the Papas

H
- Her Greatest Hits: Songs of Long Ago – Carole King
- Here We à Go Go Again! – Johnny Rivers
- Historic Performances Recorded at the Monterey International Pop Festival – The Jimi Hendrix Experience / Otis Redding

I
- If You Can Believe Your Eyes and Ears – The Mamas & the Papas
- In Action – Johnny Rivers

J
- John Phillips (John, the Wolf King of L.A.) – John Phillips

L
- Los Cochinos – Cheech & Chong

M
- The Mamas & the Papas – The Mamas & the Papas
- Meanwhile Back at the Whisky à Go Go – Johnny Rivers
- Model Shop – Spirit
- Music – Carole King

O
- Only 16 - Terry Black

P
- The Papas & The Mamas - The Mamas & the Papas
- Peggy Lipton – Peggy Lipton

R
- Really Rosie - Carole King
- Rewind - Johnny Rivers
- Rhymes & Reasons - Carole King

S
- Speeding Time - Carole King
- Spirit – Spirit

T
- Tapestry – Carole King
- Thoroughbred – Carole King
- Time Circle, 1968–1972 – Spirit

V
- The Voice Of Scott McKenzie – Scott McKenzie (produced with John Phillips)

W
- Wrap Around Joy – Carole King

## Filmografía
Las siguientes películas fueron producidas y/o dirigidas por Lou Adler:
- Monterey Pop (1968) - productor
- Brewster McCloud (1970) - productor
- The Rocky Horror Picture Show (1975) - productor ejecutivo
- Up in Smoke (1978) - director, productor
- Shock Treatment (1981) - productor ejecutivo
- Ladies and Gentlemen, The Fabulous Stains (1982) - director
- Murphy's Romance (1985) - productor musical
- American Me (1992) - productor ejecutivo
- Cheech & Chong's Animated Movie (2013) - productor
- The Rocky Horror Picture Show: Let's Do the Time Warp Again (2016) - productor